# 王作欣
王作欣，女高音歌唱家，毕业于上海音乐学院，目前为復旦大學教授。
王作欣曾为上海歌剧院主要演员，主演过《白毛女》、《洪湖赤卫队》、《江姐》、《艺术家生涯》、《美丽的海伦》等歌剧，在国内还举办各种音乐会，为电影、电视剧配唱主题歌，如《咱们的牛百岁》、《秋海棠》等，1986年，赴美国留学，是中国赴海外留学的声乐家中获得音乐博士学位的第一人。并在维也纳、巴黎、柏林以及纽约的卡内基音乐厅、林肯艺术中心、墨尔金音乐厅举办过独唱音乐会。

## 获奖
获中国青年歌唱家比赛和青年歌剧演员比赛优胜奖，上海十佳青年艺术家；美国青年艺术家比赛奖、纽约大都会歌剧院比赛美西地区奖；Muphi Epsilon 音乐比赛奖；上海市政府颁发的「上海浦江学者奖」。